# Dicranomyia (Dicranomyia) tahanensis
Dicranomyia (Dicranomyia) tahanensis is een tweevleugelige uit de familie steltmuggen (Limoniidae). De soort komt voor in het Oriëntaals gebied.